# Miyamoto Takashi
Takashi Miyamoto (sinh ngày 15 tháng 10 năm 1978) là một cầu thủ bóng đá người Nhật Bản.

## Sự nghiệp câu lạc bộ
Takashi Miyamoto đã từng chơi cho Cerezo Osaka.